# アスローン伯爵
アスローン伯爵（英: Earl of Athlone）は、かつて存在したイギリスの伯爵位。デンマーク王国貴族のレード男爵家に与えられた例が第1期にあたる。レード家断絶後は、女王ヴィクトリアの孫アルバート・ヴィクター王子に第2期として創設された。王子薨去後は、独テック公家の係累アレクサンダー・ケンブリッジに第3期として与えられたが、これも一代で廃絶した。

## 歴史

### 第1期
レード家はネーデルラント連邦共和国・アメロンゲンに居を構える一族であった。その係累のゴダード・ヴァン・レードは駐英・駐デンマーク大使を務めた外交官であったが、彼は1671年にデンマーク王国貴族としてレード男爵(Baron van Reede)を与えられており、これがレード家の貴族として始まりである。
その息子のゴダード・ヴァン・ギンケルはイングランド国王ウィリアム3世に仕えて、ウィリアマイト戦争下のアイルランド戦線を転戦した武人である。1692年には軍功によってアイルランド貴族爵位のアスローン伯爵(Earl of Athlone)及びオークリム男爵(Baron of Aghrim)に叙されて伯爵家を興した。
その子の2代伯も父同様に軍人として活動したが、ライエ川の船団護衛戦で敗北してフランス側の捕虜となる。
その孫の5代伯はオランダ王国ユトレヒトに暮らす判事であったが、1795年のフランスによるオランダ侵攻に伴ってアイルランド島へと脱出した。以降の当主はアイルランド及びイングランドに居を構えた。フレデリクの代には伯爵家の家計は火の車であり、貧窮ぶりを見かねたアイルランド貴族院が彼に年金を支給している。なお、彼は1790年9月25日に神聖ローマ帝国爵位のレード伯爵(Count van  Reede)を与えられており、以降の当主は2つの伯爵位を保持した。
5代伯の三男にあたる9代伯が1844年に死去すると他に継ぐべき者もおらず、すべての爵位は廃絶した。

初代アスローン伯爵（第3期）の紋章。

### 第2期
英国女王ヴィクトリアの孫アルバート・ヴィクター王子は1890年5月24日に連合王国貴族爵位のクラレンス＝アヴォンデイル公爵及びアスローン伯爵に叙された。王子は父アルバート王太子に継ぐ王位継承権者であったが、1892年にインフルエンザのため薨去した。生涯未婚であったため、爵位は廃絶した。

### 第3期
ヴュルテンベルグ王国の傍系王族初代テック公爵フランツ・フォン・テックの三男にあたるアレクサンダー・ケンブリッジに与えられた例が第3期にあたるアスローン伯爵位の創設である。彼は1917年に連合王国貴族としてアスローン伯爵及びトレメイトン子爵を得たが、息子に先立たれたためにその死後に爵位は廃絶した。

## 一覧

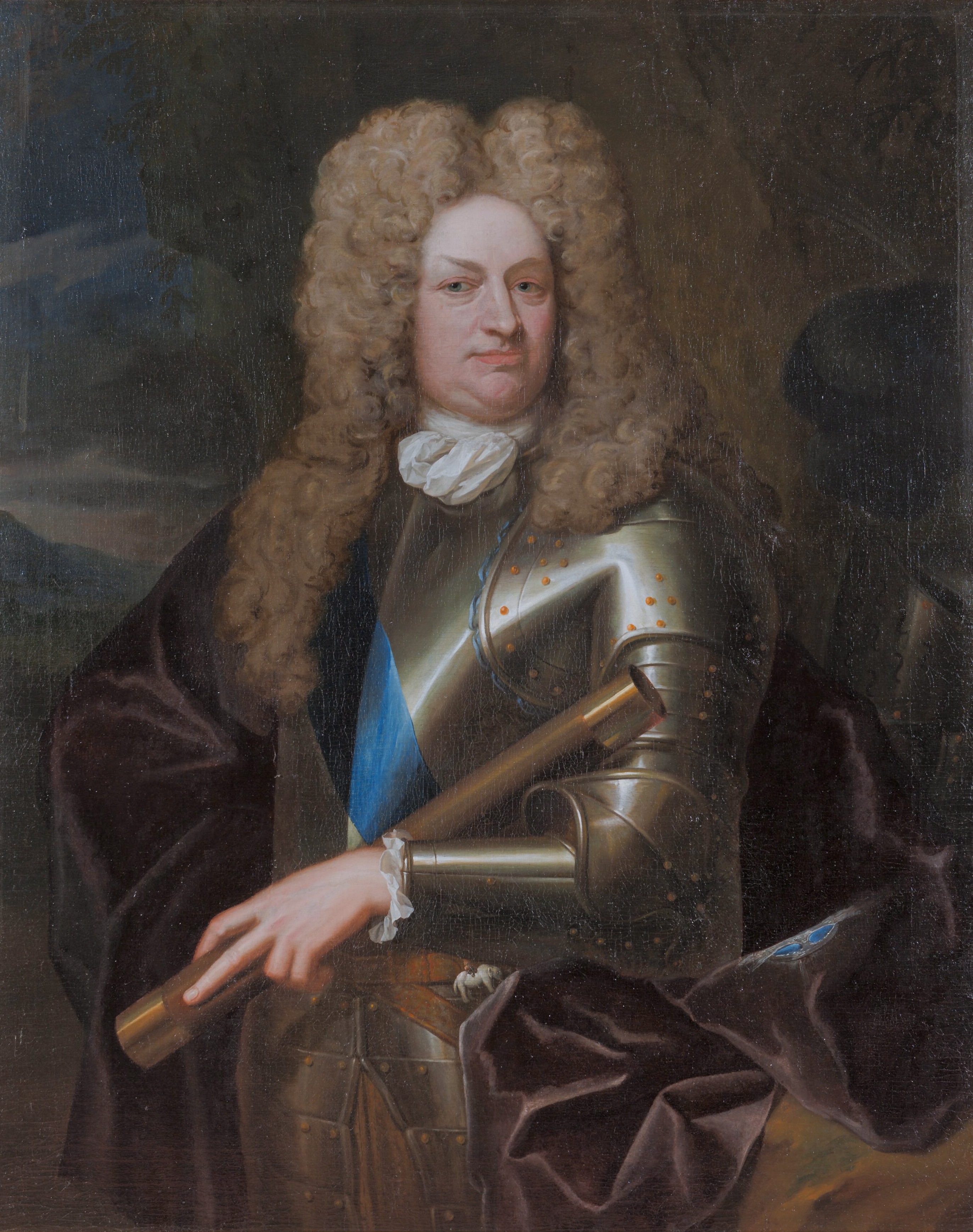
初代アスローン伯爵ゴダード・ヴァン・レードの肖像画。

### アスローン伯爵（第1期;1692年）
- 初代アスローン伯爵ゴダード・ヴァン・レード（英語版、オランダ語版） (1630–1703)
- 第2代アスローン伯爵フレデリク・クリスティアーン・ヴァン・レード（オランダ語版） (1668–1719)
- 第3代アスローン伯爵ゴダード・アドリアーン・ヴァン・レード (1716–1736)
- 第4代アスローン伯爵フレデリク・ウィレム・ヴァン・レード (1717–1747)
- 第5代アスローン伯爵フレデリク・クリスティアーン・レインハルト・ヴァン・レード (1743–1808)
- 第6代アスローン伯爵フレデリック・ウィリアム・ヴァン・リード（英語版）(1766–1810)
- 第7代アスローン伯爵レイノード・ディードリク・ジェイコブ・ヴァン・リード（英語版） (1773–1823)
- 第8代アスローン伯爵ジョージ・ゴダード・ヘンリー・ヴァン・リード (1820–1843)
- 第9代アスローン伯爵ウィリアム・グスタフ・フレデリック・ヴァン・リード (1780–1844)

### アスローン伯爵（第2期;1890年）
- クラレンス＝アヴォンデイル公爵・（アスローン伯爵）アルバート・ヴィクター王子 (1864–1892)

### アスローン伯爵（第3期;1917年）
- 初代アスローン伯爵アレクサンダー・オーガスタス・フレデリック・ウィリアム・ジョージ・ケンブリッジ（英語版） (1874–1957)